# Paul Pfizer

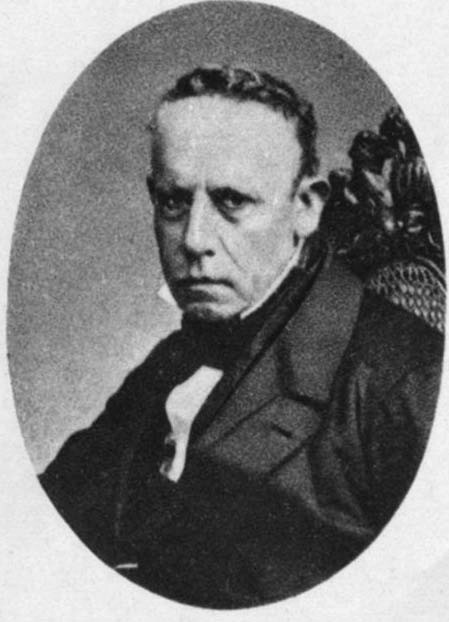
Porträt von Paul Pfizer

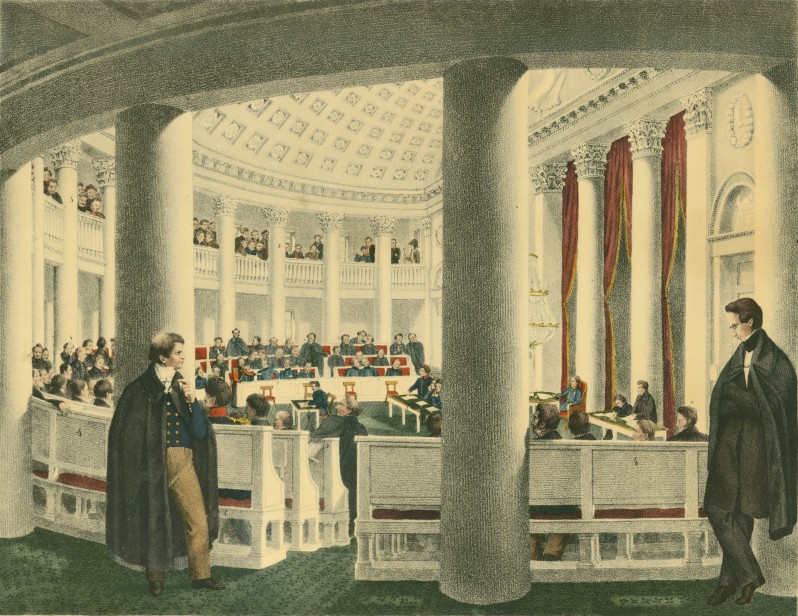
Rechts an der Säule: Paul Pfizer. Lithographie von Gustav Renz

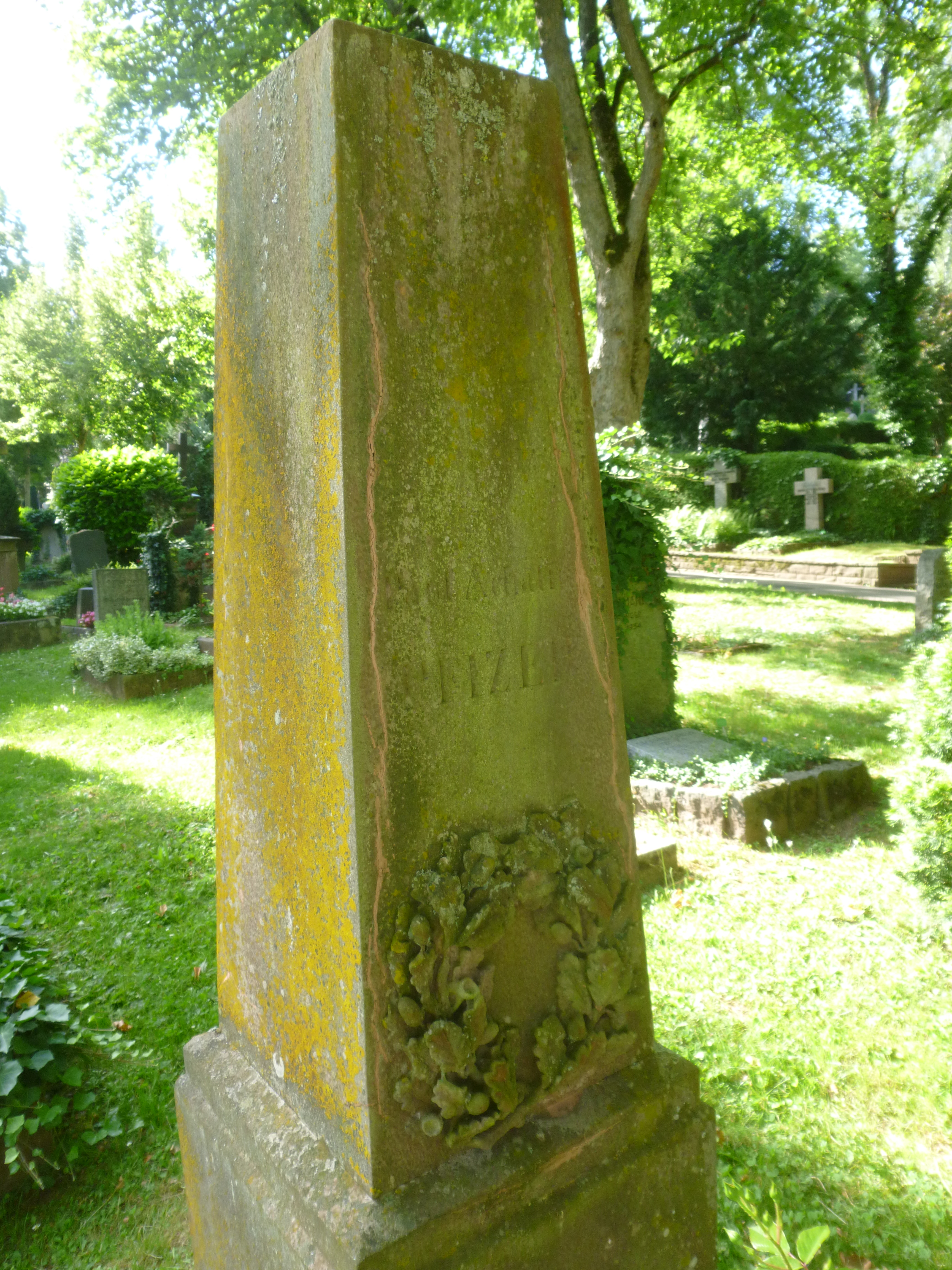
Grab auf dem Stadtfriedhof Tübingen

Paul Achatius Pfizer, ab 1864 von Pfizer, (* 12. September 1801 in Stuttgart; † 30. Juli 1867 in Tübingen) war ein deutscher Politiker, Journalist, Jurist und Philosoph.

## Leben
Paul Pfizer besuchte von 1807 bis 1819 das obere Gymnasium in Stuttgart. Danach studierte er Rechtswissenschaften an der Universität Tübingen, hörte aber auch philosophische und naturwissenschaftliche Vorlesungen. 1819 schloss er sich der Burschenschaft Alte Germania Tübingen an. Nach Bestehen der 1. höheren Justizdienstprüfung war er von 1823 bis 1826 Sekretär im württembergischen Departement des Innern. 1826 legte er die 2. Dienstprüfung ab und war danach Justizassessor bzw. Oberjustizassessor beim Gerichtshof in Tübingen. 1831 trat er aus dem Justizdienst aus und war danach als Schriftsteller und Advokat in Stuttgart beschäftigt. Er war Mitarbeiter beim Rotteck-Welckerschen Staatslexikon. 1846 entschloss er sich, eine Stelle als Gehilfe des Stuttgarter Stadtschultheißen anzunehmen. Vom 9. März bis 13. August 1848 war er schließlich Staatsrat und Leiter des Departements des Kirchen- und Schulwesens (vergleichbar dem heutigen Kultusministerium) der württembergischen Regierung Römer. Von 1851 bis 1858 arbeitete Pfizer als Justizrat beim Gerichtshof in Tübingen, 1858 trat er aus gesundheitlichen Gründen in den Ruhestand.

## Politik
Am 30. April 1832 nahm er an der Protestversammlung der gewählten Abgeordneten in Bad Boll teil, er war Mitunterzeichner der Resolution zur baldigen Einberufung des Landtags. 1833 wurde er im Wahlkreis Tübingen in den württembergischen Landtag gewählt, dem er bis 1838 angehörte. Dort wurde er zusammen mit Ludwig Uhland zu einem der Wortführer der liberalen Opposition.
Pfizers bedeutendste politische Schrift war sein Briefwechsel zweier Deutschen aus dem Frühjahr 1831. Darin forderte er eine Vereinigung der deutschen Staaten unter der Führung Preußens und unter Ausschluss Österreichs. Diese Veröffentlichung führte zu seiner Entlassung aus dem Staatsdienst.
1848 gehörte Pfizer dem Vorparlament an und war anschließend Abgeordneter in der Frankfurter Nationalversammlung.

## Ehrung, Nobilitierung
- 1847 wurde Paul Pfizer zum Ehrenbürger von Stuttgart ernannt.
- 1864 wurde er mit der Kommenturkreuz des Ordens der Württembergischen Krone ausgezeichnet[1], welches mit dem persönlichen Adelstitel (Nobilitierung) verbunden war.

## Werke (Auswahl)
- Briefwechsel zweier Deutschen. Cotta, Stuttgart 1831 (Digitalisate: Erstausgabe, 2. Aufl. 1832).
- Gedanken über das Ziel und die Aufgabe des deutschen Liberalismus. Laupp, Tübingen 1832.
- Politische Aufsätze und Briefe. Hrsg. von Georg Küntzel, Stuttgart 1924 (darin: Politische Freiheit und Nationalität, 1832, S. 2 f.).
- Über das staatsrechtliche Verhältniss Würtembergs zum Deutschen Bunde. Ein Beitrag zur Würdigung der neuesten Bundesbeschlüsse. Heitz, Straßburg 1832.
- Ueber die Entwicklung des öffentlichen Rechts in Deutschland durch die Verfassung des Bundes. Liesching, Stuttgart 1835 (Digitalisat).
- Das Recht der Steuerverwilligung nach den Grundsätzen der würtembergischen Verfassung. Mit Rücksicht auf entgegenstehende Bestimmungen des Deutschen Bundes. Liesching, Stuttgart 1836.
- Gedanken über Recht, Staat und Kirche, 2 Bände. Hallberger, Stuttgart 1842 (Digitalisate Teil 1, Teil 2).
- Zur deutschen Verfassungsfrage. Stuttgart 1862.